# Leif Skagnæs
Leif Skagnæs   (Norderhov, 20 de novembre de 1903 - Oslo, 1 de juliol de 1955) va ser un esquiador de combinada nòrdica noruec que va competir durant les dècades de 1920 i 1930.
El 1928 va prendre part en els Jocs Olímpics de Sankt Moritz, on va guanyar la medalla d'or en la competició de la patrulla militar, un esport de demostració precursor del biatló. En el seu palmarès també destaca una medalla de plata al Campionat del Món d'esquí nòrdic de 1930.